# Кемпе, Пётр Альбертович
Пётр Альбертович Кемпе (1852—1921) — обер-прокурор Уголовного кассационного департамента Сената, сенатор.

## Биография
Лютеранского вероисповедания. Родился в деревне Злог Крестецкого уезда Новгородской губернии в семье Эренфрида Альбрехта Кемпе (1805—1880), выходца из Померанского города Штральзунда и его жены, Иоганны Доротеи Амалии, урожд. Йессен (1816—1873). 
Петр Кемпе получил среднее образование в гимназии Бема-Цейдлера в Выборге, затем в 1872 году поступил на юридический факультет Дерптского университета, где проучился один семестр и перешел на тот же факультет в Санкт-Петербургский университет, окончил который в 1878 году. 
В этом же году начал службу по Министерству юстиции кандидатом на судебные должности при прокуроре Санкт-Петербургского окружного суда, неоднократно исполнял должность секретаря прокурора, в какой и был утвержден в 1881 году. 
В 1883 году назначен товарищем (заместителем) прокурора по Новгородскому участку Новгородского судебного округа, в 1883 году — переведен на ту же должность в Витебский окружный суд, где неоднократно исполнял должность прокурора. 
В 1886 году был назначен товарищем прокурора Санкт-Петербургского окружного суда, в 1894 году — прокурором Петрозаводского окружного суда, в ноябре того же года — прокурором Витебского окружного суда, а в 1897 году — товарищем прокурора Санкт-Петербургской судебной палаты и в 1901 году — председателем Новгородского окружного суда.
В 1904 году был назначен членом Консультации, учрежденной при Министерстве юстиции, а также товарищем обер-прокурора Уголовного кассационного департамента Правительствующего Сената.
По состоянию на 1905 год — товарищ обер-прокурора уголовного кассационного департамента Правительствующего Сената., а в 1906 году — обер-прокурор этого же департамента.
1 января 1908 года назначен сенатором с возложением на него исполнения обязанностей обер-прокурора Уголовного кассационного департамента Сената и с производством в тайные советники и занимал данную должность до 1916 года.
Скончался в 1921 году в Петрограде. Там же в 1922 году умерла его жена.

## Семья
Сестры и братья:
- София Александра Вильгельмина Кемпе (в замуж. Мюнкс; 1838‒1918).
- Берта Кемпе (1840–1925). Ее муж — педагог Фердинанд Фридрих Цейдлер.
- Альберт Кемпе (1843‒1927, Германия) учился в гимназии  Бема-Цейдлера в Выборге, изучал химию в Карлсруэ, затем в Мюнхене. Вместе с купцом Б. А. Гивартовским  в 1875 году учредил Трёхгорное  пивоваренное общество.
- Агнесса Кемпе (1845—1928). Ее муж (с 1875) — Карл Иванович Май, педагог, основатель и первый директор частной школы на Васильевском острове, известной под его именем.
- Антония Кемпе (Antonia Kempe, 1847‒1933).
- Бернгард (Борис) Кемпе (1850—1902), горный инженер, сотрудник Российско-американской резиновой мануфактуры «Треугольник», с 1898 года занимал пост ее директора.

Петр Альбертович был женат на Анне Карловне Май (1863—1922), дочери от первого брака Карла Мая. 
Их дочери:
- Анна (1888—1912). Муж — Рудольф фон Бауэр (1855‒1959), инженер-технолог, торговый атташе. Через год после смерти Анны — в 1913-м Рудольф фон Бауэр женился на ее сестре Ольге[3].
- Ольга Евгения Амалия (1890—?). 
  - Внук — Дмитрий фон Бауэр (1915—2001). В 1919 году вместе с родителями выехал из Советской России, но через некоторое время его отец получил должность торгового атташе Чехословакии в СССР. В 1941 году семью Бауэр выслали в Сибирь в район Красноярска, где они прожили до 1947 года. Дмитрий фон Бауэр окончил физико-математический факультет Новороссийского университета, вступил в коммунистическую партию, в 1943 году сменил фамилию на Седлачек, участвовал в формировании армии Л.Свободы. После окончания Второй мировой войны перевез семью в Прагу[3].
    - Правнучки: Людмила ( род. 1939), Рудольфина (род. 1941).  Потомки семьи Май-Кемпе-Бауэр живут в Канаде, США, Германии и Чехии[3].
- София Мария (1892—после 1921). В 1921 году эмигрировала во Францию. Была замужем (с 1913) за Георгием Фридриховичем (Юрием Федоровичем) Иессеном (1880–1942), морским офицером, внуком П.П.Иессена; брак был расторгнут в 1921 году, детей в этом браке на было[4].

## Награды
- Орден Святого Станислава 1-й ст. (1907)
- Орден Святой Анны 1-й ст. (1911)
- Высочайшая благодарность (1911)
- Орден Святого Владимира 2-й ст. (1914)